# Хлібодарська селищна рада
Хлібода́рська се́лищна ра́да — колишня адміністративно-територіальна одиниця та орган місцевого самоврядування в Біляївському районі Одеської області. Адміністративний центр — селище міського типу Хлібодарське.

## Загальні відомості
Хлібодарська селищна рада утворена в 1987 році.
- Територія ради: 9,399 км²
- Населення ради: 3 202 особи (станом на 2001 рік)

## Населені пункти
Селищній раді підпорядковані населені пункти:
- смт Хлібодарське
- с-ще Радісне

## Склад ради
Рада складається з 22 депутатів та голови.
- Голова ради: Зазуляк Степан Степанович
- Секретар ради: Балановський Володимир Борисович

### Керівний склад попередніх скликань
| Прізвище, ім'я, по батькові | Основні відомості                                                | Дата обрання | Дата звільнення |
| --------------------------- | ---------------------------------------------------------------- | ------------ | --------------- |
| Зазуляк Степан Степанович   | Селищний голова, 1958 року народження, освіта вища, безпартійний | 26.03.2006   | 31.10.2010      |
| Зазуляк Степан Степанович   | Селищний голова, 1958 року народження, освіта вища, безпартійний | 31.10.2010   | 25.10.2015      |

Примітка: таблиця складена за даними сайту Верховної Ради України

### Депутати
За результатами місцевих виборів 2010 року депутатами ради стали:

#### За суб'єктами висування
| Суб'єкт висування                                       | Кількість обраних депутатів | %    |
| ------------------------------------------------------- | --------------------------- | ---- |
| Самовисування                                           | 9                           | 40,9 |
| Партія регіонів                                         | 8                           | 36,4 |
| Аграрна партія України                                  | 2                           | 9,1  |
| Народна партія                                          | 2                           | 9,1  |
| Політична партія Всеукраїнське об'єднання «Батьківщина» | 1                           | 4,5  |

#### За округами
| № округу                                                | Прізвище, ім'я, по батькові        | Дата визнання обраним | Освіта             | Партійна приналежність                        | Відомості про обраного депутата                                                                     |
| ------------------------------------------------------- | ---------------------------------- | --------------------- | ------------------ | --------------------------------------------- | --------------------------------------------------------------------------------------------------- |
| Аграрна партія України                                  |                                    |                       |                    |                                               | |
| 8                                                       | Івашковський Віталій Станіславович | 02.11.2010            | середня            | член Аграрної партії України                  | агрофірма «Чорноморська», водій автокрана                                                           |
| 10                                                      | Крівцов Ігор Вікторович            | 02.11.2010            | середня            | позапартійний                                 | приватний підприємець                                                                               |
| Народна Партія                                          |                                    |                       |                    |                                               | |
| 3                                                       | Цихоцький Володимир Євгенович      | 02.11.2010            | середня            | член Народної партії                          | Хлібодарське виробниче управління житлово-комунального господарства, слюсар                         |
| 11                                                      | Балановський Володимир Борисович   | 02.11.2010            | вища               | позапартійний                                 | Хлібодарська селищна рада, секретар                                                                 |
| Партія регіонів                                         |                                    |                       |                    |                                               | |
| 2                                                       | Оцабрика Руслан Володимирович      | 02.11.2010            | середня            | позапартійний                                 | приватний підприємець                                                                               |
| 4                                                       | Лисенко Василь Степанович          | 02.11.2010            | середня            | позапартійний                                 | НБУ, слюсар                                                                                         |
| 6                                                       | Мигуш Валентина Іванівна           | 02.11.2010            | вища               | член Партії регіонів                          | Одеський інститут АПВ, бухгалтер                                                                    |
| 7                                                       | Рубський Анатолій Ананійович       | 02.11.2010            | вища               | позапартійний                                 | Одеський інститут АПВ, молодший науковий співробітник                                               |
| 9                                                       | Курілко Наталя Миколаївна          | 02.11.2010            | середня            | член Партії регіонів                          | Хлібодарське виробниче управління житлово-комунального господарства, контролер водного господарства |
| 16                                                      | Велесь Гліб Ігорович               | 02.11.2010            | середня            | член Партії регіонів                          | підприємство «Мерідіан»                                                                             |
| 17                                                      | Грозовський Віктор Олександрович   | 02.11.2010            | вища               | член Партії регіонів                          | пенсіонер                                                                                           |
| 20                                                      | Гуренко Ольга Арсентівна           | 02.11.2010            | середня            | позапартійна                                  | Хлібодарська селищна рада, касир рахівник                                                           |
| Політична партія Всеукраїнське об'єднання «Батьківщина» |                                    |                       |                    |                                               | |
| 13                                                      | Остапович Тетяна Іванівна          | 02.11.2010            | вища               | член Всеукраїнського об'єднання «Батьківщина» | Хлібодарська загальноосвітня школа, вчитель                                                         |
| Самовисування                                           |                                    |                       |                    |                                               | |
| 1                                                       | Лободянський Ігор Миколайович      | 02.11.2010            | вища               | позапартійний                                 | приватне підприємство, водій                                                                        |
| 5                                                       | Гуцол Віра Григоріївна             | 02.11.2010            | середня            | позапартійна                                  | В/Ч, телефоніст                                                                                     |
| 12                                                      | Заяц Євгеній Іванович              | 26.11.2012            | середня спеціальна | позапартійний                                 | пенсіонер                                                                                           |
| 14                                                      | Годованець Віталій Володимирович   | 02.11.2010            | середня            | позапартійний                                 | приватний підприємець                                                                               |
| 15                                                      | Бондаренко Сергій Павлович         | 02.11.2010            | вища               | позапартійний                                 | В/Ч А2800, начальник тилу                                                                           |
| 18                                                      | Болтун Марія Володимирівна         | 02.11.2010            | вища               | позапартійна                                  | Хлібодарське виробниче управління житлово-комунального господарства, бухгалтер                      |
| 19                                                      | Артемова Наталія Пилипівна         | 02.11.2010            | середня            | позапартійна                                  | Великодальницька номерна лікарня, медсестра                                                         |
| 21                                                      | Попук Михайло Анатолійович         | 02.11.2010            | середня            | позапартійний                                 | приватне підприємство, водій                                                                        |
| 22                                                      | Наводич Валерій Євгенович          | 02.11.2010            | вища               | позапартійний                                 | Одеський прикордонний загін, військовослужбовець                                                    |